# Santos Zárate y Martínez
Santos Zárate y Martínez (Villafranca Montes de Oca, 1 de noviembre de 1830 – Almería, 7 de agosto de 1906) fue un obispo católico español de Almería, ordenado el 6 de noviembre de 1887 hasta su fallecimiento.

## Biografía
Nació en Villafranca Montes de Oca el 1 de noviembre de 1830, hijo de Pedro, médico de profesión, y Francisca, ambos burgaleses. Todos sus estudios fueron en el Seminario de San Jerónimo en Burgos, y posteriormente logró el título de licenciado en Teología en el Seminario Central de Toledo a los 21 años, ordenándose presbítero. Fue originalmente propuesto por la Reina Regente para el obispado de Tenerife hacia 1886, rechazando el cargo:

“Asegurando a V.E.I. que no tengo ni la ciencia, ni la perfección, ni la salud, ni la expedición de medios naturales, con algún defecto exterior que no me favorece”

Poco después, el mismo Papa León XIII le promueve a obispo de Almería el 17 de marzo de 1887, tomando posesión oficialmente el siguiente noviembre y entrando solemnemente el 21 de diciembre. Al poco tiempo, acaeció un episodio de lluvias torrenciales y posteriores inundaciones en la ciudad donde ejercía, comenzando una misión para recaudar fondos por toda España para la reconstrucción de la urbe, lo que le valió el apodo de el gran pordiosero, levantándose en recuerdo el monumento a la Caridad.